# Березенко Валентина Сергіївна
Валентина Сергіївна Березенко (нар. 1962) — відома вчена в галузі медицини (дитяча гастроентерологія та дитяча гепатологія). Доктор медичних наук, професор. Академік АН вищої школи з 2021 року за науковим відділенням фундаметальних проблем медицини.

## Біографія
Народилась 07.07.1962 року, м.Бершадь, Вінницька обл. У 1986 році з відзнакою закінчила Вінницький медичний інститут ім. М. І. Пирогова. В 1994 р. захистила кандидатську дисертацію «Особливості детоксикуючої функції печінки та її корекція у дітей з хронічними гепатитами», у 2007 р. захистила докторську дисертацію «Клініко-патогенетичні особливості фіброгенезу печінки при хронічних гепатитах у дітей та шляхи його медикаментозної корекції». З 1991 по 2022 рік пройшла шлях від молодшого наукового співробітника до зівідувачки відділення дитячої гепатології в ДУ «Інститут педіатрії, акушерства і гінекології ім. академіка О. М. Лукянової НАМН України». З 2016 року завідувачка кафедри педіатрії № 1 НМУ ім. О. О. Богомольця. Вчене звання старшого наукового співробітника зі спеціальності 14.01.10 — педіатрія присвоєно рішенням ВАК України 2005 року. Вчене звання професор присвоєно в 2020 р.
Ученою досліджено патогенетичні механізми прогресування хронічних гепатитів у дітей вірусної етіології та автоімунного генезу та на цій основі розроблені методи ранньої діагностики фіброзу печінки та медикаментозні методи стримування його прогресування. Керівник 3-х бюджетних НДР НАМН України. Автор 145 статей, 14 патентів на винахід та корисну модель, 2-х підручників та посібників. Індекс Гірша (Scopus) — 2, Google Scholar — 8.
Читає курс дитячої гепатології та гастроентерології для студентів НМУ ім. О. О. Богомольця. Науковий редактор перекладу 2-х томного видання «Основи педіатрії за Нельсоном». Підготувала 5 кандидатів наук. Член Асоціації педатрів України та Асоціації дитячих гасторентерологів та нутриціологів України.
Член редколегії журналів «Репродуктивна ендокринологія», «Український журнал перинатологія і педіатрія», спеціалізованих вчених Рад НМУ ім. О. О. Богомольця та ДУ «ІПАГ ім. акад. О. М. Лукянової НАМН України», оргкомітетів науковопрактичних конференцій з міжнародною участю «Актуальні питання дитячої гепатології» тощо.